# بورتو فاليو
بورتو فاليو (بالبرتغالية: Porto Velho‏) هي مدينة برازيلية وعاصمة ولاية روندونيا ويبلغ عدد سكانها 428,527 نسمة وذلك وفقاً لاحصاء سنة 2010.

## المناخ
يظهر الجدول التالي التغييرات المناخية على مدار السنة لبورتو فاليو:
| البيانات المناخية لـبورتو فاليو                              | البيانات المناخية لـبورتو فاليو | البيانات المناخية لـبورتو فاليو | البيانات المناخية لـبورتو فاليو | البيانات المناخية لـبورتو فاليو | البيانات المناخية لـبورتو فاليو | البيانات المناخية لـبورتو فاليو | البيانات المناخية لـبورتو فاليو | البيانات المناخية لـبورتو فاليو | البيانات المناخية لـبورتو فاليو | البيانات المناخية لـبورتو فاليو | البيانات المناخية لـبورتو فاليو | البيانات المناخية لـبورتو فاليو | البيانات المناخية لـبورتو فاليو |
| الشهر                                                        | يناير                           | فبراير                          | مارس                            | أبريل                           | مايو                            | يونيو                           | يوليو                           | أغسطس                           | سبتمبر                          | أكتوبر                          | نوفمبر                          | ديسمبر                          | المعدل السنوي                   |
| ------------------------------------------------------------ | ------------------------------- | ------------------------------- | ------------------------------- | ------------------------------- | ------------------------------- | ------------------------------- | ------------------------------- | ------------------------------- | ------------------------------- | ------------------------------- | ------------------------------- | ------------------------------- | ------------------------------- |
| الدرجة القصوى °م (°ف)                                        | 37.2 (99.0)                     | 36.4 (97.5)                     | 38.7 (101.7)                    | 37.1 (98.8)                     | 36.8 (98.2)                     | 38.8 (101.8)                    | 37.9 (100.2)                    | 40.9 (105.6)                    | 39.4 (102.9)                    | 40.0 (104.0)                    | 39.7 (103.5)                    | 38.0 (100.4)                    | 40.9 (105.6)                    |
| متوسط درجة الحرارة الكبرى °م (°ف)                            | 31.3 (88.3)                     | 31.5 (88.7)                     | 31.7 (89.1)                     | 31.6 (88.9)                     | 31.6 (88.9)                     | 31.7 (89.1)                     | 32.7 (90.9)                     | 34.3 (93.7)                     | 34.0 (93.2)                     | 33.3 (91.9)                     | 32.6 (90.7)                     | 31.6 (88.9)                     | 32.3 (90.1)                     |
| المتوسط اليومي °م (°ف)                                       | 25.5 (77.9)                     | 25.5 (77.9)                     | 25.6 (78.1)                     | 25.7 (78.3)                     | 25.3 (77.5)                     | 24.7 (76.5)                     | 24.6 (76.3)                     | 25.9 (78.6)                     | 26.2 (79.2)                     | 26.1 (79.0)                     | 26.0 (78.8)                     | 25.5 (77.9)                     | 25.6 (78.1)                     |
| متوسط درجة الحرارة الصغرى °م (°ف)                            | 21.7 (71.1)                     | 21.8 (71.2)                     | 21.8 (71.2)                     | 21.9 (71.4)                     | 21.0 (69.8)                     | 19.2 (66.6)                     | 18.3 (64.9)                     | 19.0 (66.2)                     | 20.8 (69.4)                     | 21.8 (71.2)                     | 22.0 (71.6)                     | 22.0 (71.6)                     | 20.9 (69.6)                     |
| أدنى درجة حرارة °م (°ف)                                      | 14.4 (57.9)                     | 15.4 (59.7)                     | 12.0 (53.6)                     | 12.8 (55.0)                     | 12.0 (53.6)                     | 11.8 (53.2)                     | 7.4 (45.3)                      | 10.0 (50.0)                     | 12.1 (53.8)                     | 17.7 (63.9)                     | 18.1 (64.6)                     | 11.0 (51.8)                     | 7.4 (45.3)                      |
| معدل هطول الأمطار مم (إنش)                                   | 320.9 (12.63)                   | 316.0 (12.44)                   | 273.9 (10.78)                   | 251.0 (9.88)                    | 126.6 (4.98)                    | 49.2 (1.94)                     | 24.2 (0.95)                     | 36.4 (1.43)                     | 119.9 (4.72)                    | 192.7 (7.59)                    | 225.2 (8.87)                    | 319.1 (12.56)                   | 2٬255٫1 (88.77)                 |
| متوسط الأيام الممطرة (≥ 1.0 mm)                              | 19                              | 19                              | 20                              | 17                              | 11                              | 4                               | 3                               | 4                               | 11                              | 13                              | 16                              | 19                              | 156                             |
| متوسط الرطوبة النسبية (%)                                    | 89                              | 88                              | 89                              | 89                              | 86                              | 84                              | 80                              | 82                              | 84                              | 86                              | 87                              | 88.7                            | 86.1                            |
| ساعات سطوع الشمس الشهرية                                     | 107.1                           | 98.3                            | 124.0                           | 140.1                           | 183.7                           | 226.7                           | 259.7                           | 234.0                           | 186.8                           | 166.7                           | 137.1                           | 124.2                           | 1٬988٫4                         |
| المصدر: Brazilian National Institute of Meteorology (INMET). |                                 |                                 |                                 |                                 |                                 |                                 |                                 |                                 |                                 |                                 |                                 |                                 |                                 |

## أعلام
- كارلوس غصن
- ماريا إميلي شنيتلاغه
- إيلسون فيريرا دي سوزا
- جبريل فاسكونسيلوس